# مثلث العفر

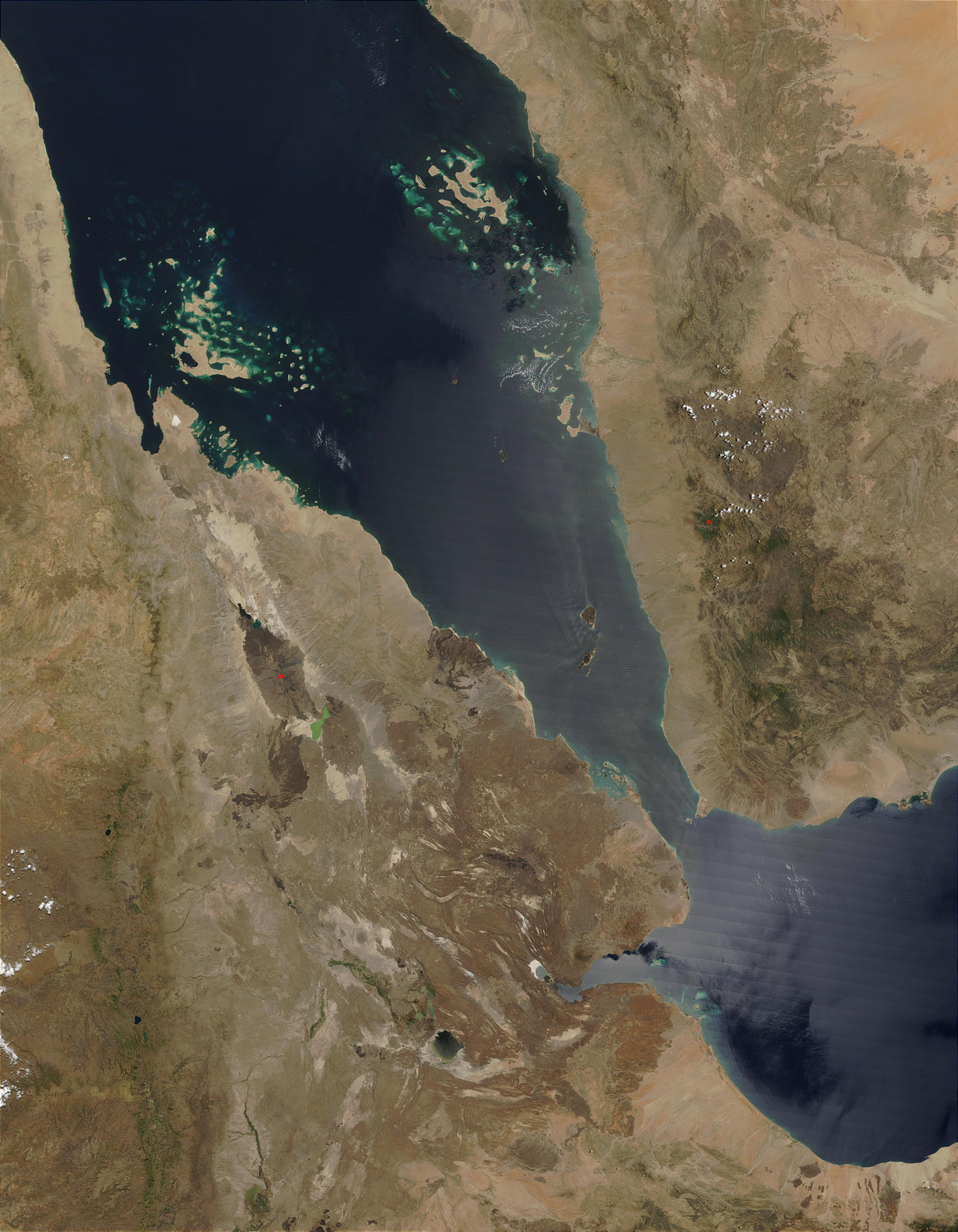
صورة من القمر الصناعية لمنطقة دناكيل أو مثلث العفر

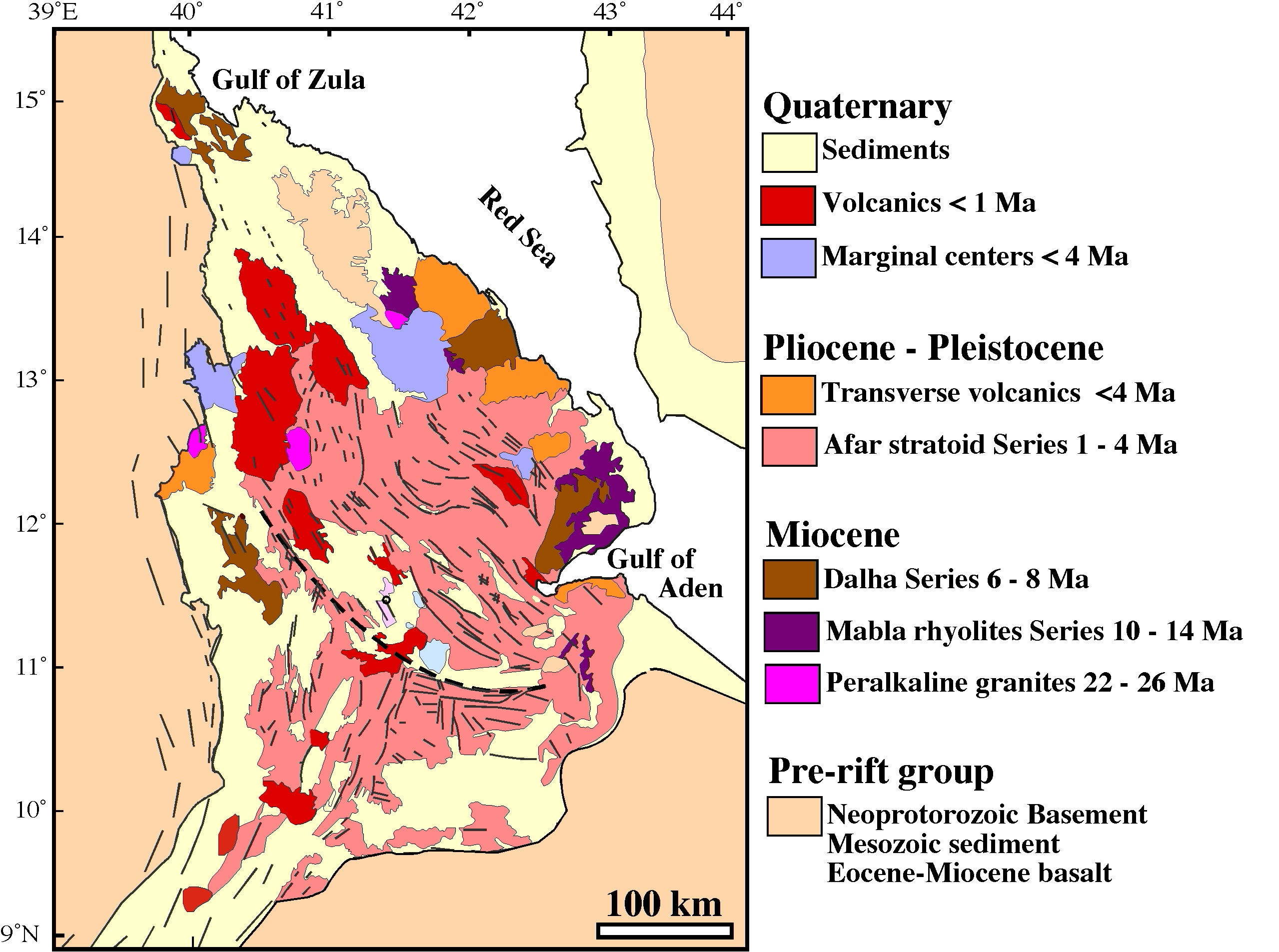
خريطة جيولوجية مبسطة لمنطقة دناكيل.

موقع منطقة دناكيل في شرق أفريقيا

مُثَلَّث العفر أو إقْلِيِم دناكيل هو منخفض جيولوجي ناشئ بسبب تقاطع ثلاثي للصفائح التكتونية في الوادي المتصدع الكبير في شرق أفريقيا، وهي تقع حالياً في المنطقة الحدودية بين إريتريا وجيبوتي وإقليم عفر في إثيوبيا.
تقطن هذا الإقليم المعروف بـ«دناكيل» الجماعات الاثنو- لغوية لقبائل عفر (أو عفار). ويتميز الإقليم بالتجانس الإثني (العرقي) واللغوي والثقافي والديني.
ومن ناحية الجغرافيا الطبيعية والمناخ ونمط الإنتاج الاقتصادي الرعوي فإن الإقليم عبارة عن امتداد طبيعي لأرض عفار العظمى بإثيوبيا وجيبوتي. كما يشكل السكان جزءاً لا يتجزأ من الأمة العفرية من الناحية العرقية واللغوية والثقافية والتاريخية. إن التمازج العربي العفري قديم قدم التاريخ والتأثير الإسلامي في أرض العفر راسخ وقوي، حيث شكلت السلطنات العفرية المعروفة اقوي وأشهر دويلات ما كان يعرف بالطراز الإسلامي. وقاوم العفر دائماً الأطماع الحبشية في بلادهم. ولم تشهد بلاد العفر أي احتلال أجنبي قبل الاحتلال الإيطالي للشريط الساحلي منها، حيث أن قبائل العفر والساهو القوية المراس نادراً ما كانت تثق بالأجانب؛ بجانب صعوبة المناخ الصحراوي القاحل الذي يصعب على الأجنبي اجتيازه والعيش فيه بدون مساعدة محلية من قبائل العفر.
منطقة العفر والحبشة وكينيا من أهم المناطق التي يكتشف فيها علماء الإنسان القديم، ويدرسون فيها تطور البشر. وتدل الأحفوريات التي عثروا عليها حتى الآن على أن الإنسان الأول نشأ في تلك المنطقة في إفريقيا ثم انتشر منها شمالاً مع وادي النيل إلى الشرق الأوسط، ومنه إلى آسيا والصين وإندونيسيا شرقاً والقوقاز شمالاً وأوروبا وغرباً.